# رافائل تیسر
رافائل تیسر (به پرتغالی: Rafael Luiz Baüml Tesser) مدافع اهل برزیل است که در شهر کوریتیبا و در تاریخ ۱۶ مهٔ ۱۹۸۱ به دنیا آمده‌است.
رافائل تیسر در تیم‌های فوتبال کوریتیبا سابقهٔ حضور دارد.